# 内村祥也
内村 祥也（うちむら しょうや、1990年12月16日 - ）は、宮崎県出身のバスケットボール選手である。ポジションはポイントガード。2013年10月にbjリーグの東京サンレーヴスと契約し、プロ選手となる。2013-14シーズンを東京で過ごした後に契約満了となり、同じくbjリーグの秋田ノーザンハピネッツへの移籍を経て、bjリーグ 2015-16シーズン終了後に引退した。

## 来歴
宮崎県都城市に生まれる。父親がミニバスケットボールの指導者をしていたことに影響され、保育園児の頃からバスケットボールで親しんでいた。延岡学園高校では3年次となる2008年に主将を務め、インターハイ優勝、第39回全国高等学校バスケットボール選抜優勝大会3位に貢献した。
高校卒業後は鹿屋体育大学に進み、在籍中の2009年から2012年までの全年度でインカレに出場した。また、4年次となる2012年には主将も務めた。
卒業後、一旦は母校である延岡学園高校で教職に就いてバスケットボール部の指導にあたるも、選手復帰を志して退職すると、2013年には高校関係者の知人であった元安陽一がアシスタントコーチを務めていた東京サンレーヴスに、練習生として加わった。その後、シーズン開始直前の10月に選手契約を結んだ。
2013-14シーズン終了後、東京は契約を更新せず、退団した内村は秋田ノーザンハピネッツの練習生となり、2014年には選手契約を結んだ。
2014-15シーズン、当初は出場機会を得られなかったが、2015年2月28日の試合でポイントガードの竹野明倫が故障し離脱した後は出番を増やした。2015年3月14日の試合では、古巣の東京を相手にシーズン初となる先発出場を果たし、自ら8得点すると共に、チームのエースである田口成浩の30得点をアシストした。また4月26日、レギュラーシーズン最終戦となった埼玉ブロンコス戦では12得点をあげた。内村はレギュラーシーズン38試合に出場し、1試合平均1.7得点、1.6アシストの記録を残した。
2015-16シーズン、開幕戦となった2015年10月21日の埼玉ブロンコス戦では21分間出場し、スリーポイント2本を含む7得点、6アシストをあげた。しかし、2016年2月20日に竹野が復帰した後には、チームの方針からアウェイ戦の帯同メンバーから外れ、ホームゲームでも出場機会は得られなかった。シーズン終了後、ケガなどを理由として引退することが発表された。
引退後も秋田に留まり、同チームのスクールコーチに就任。

## 個人成績
| シーズン | チーム | GP  | GS | MPG | FG%  | 3P%  | FT%  | RPG | APG | SPG | BPG | TO  | PPG |
| -------- | ------ | --- | -- | --- | ---- | ---- | ---- | --- | --- | --- | --- | --- | --- |
| 2013-14  | 東京   | 41  | 2  | 12  | 27.7 | 19.0 | 70.0 | 1.0 | 1.2 | 0.5 | 0   | 1.0 | 1.8 |
| 2014-15  | 秋田   | 38  | 4  | 9.3 | 38.2 | 16.7 | 61.9 | 1.0 | 1.6 | 0.3 | 0   | 0.9 | 1.7 |
| 2015-16  | 秋田   | 25  | 0  | 7.4 | 33.3 | 50.0 | 54.5 | 0.8 | 1.2 | 0.1 | 0   | 0.7 | 1.3 |
| 合計     |        | 104 | 6  | 9.9 | 32.2 | 25.7 | 63.5 | 0.9 | 1.3 | 0.4 | 0   | 0.9 | 1.7 |